# 温斯顿·丘吉尔的画家副业

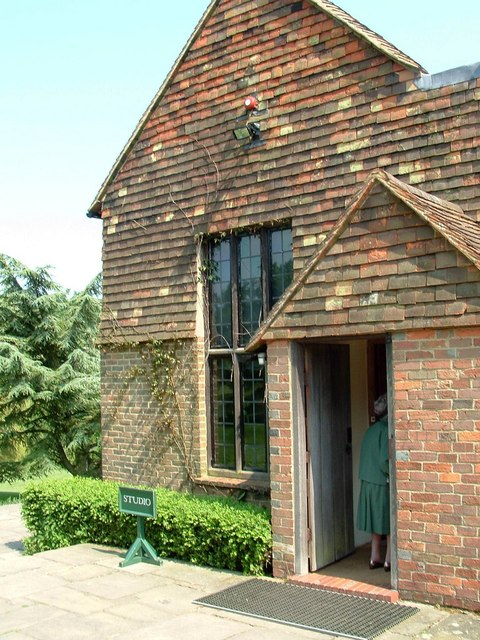
邱吉爾在查特韦尔庄园的繪畫工作室

温斯顿·丘吉尔的画家副业是指温斯顿·丘吉尔的繪畫事業。1915年6月，温斯顿·丘吉尔在一次家族节庆期间初次接触绘画，当时他正处在政治生涯的低谷。他的绘画爱好一直持续至晚年，他一生中画了逾五百幅画，主题包括查特韦尔庄园的金鱼池以及摩洛哥马拉喀什的风景与建筑等。他出售过部分画作，也曾把他自認為是“胡涂乱抹”（daub）的作品送給别人。

## 1915年
1915年5月，加里波利之战失利，各方均认为丘吉尔对此应负全责，于是他便从第一海軍大臣降职为蘭開斯特公爵領地事務大臣。丘吉尔对事态进展感到沮丧，为自己的未来生涯的走向而担忧。6月，他租下了位于戈達爾明的一座乡村别墅，以便与很多家族成员共度节日，其中就有他的弟妹格温多琳女勋爵（1885-1941）。格温多琳是个业余画家，丘吉尔在聚会期间曾看到她正在画一幅水彩画。当时她请丘吉尔拿起画笔，尝试一下。接着，丘吉尔很快就迷上了绘画，这一爱好伴随他度过此后的岁月，终生不离。他曾坦言，绘画令他重振精神，和写作一同，成了他那经常发作的抑郁情绪的解药。他起初使用水彩颜料，但很快便改画油画。
1915-1916年间，丘吉尔加入现役军人行列，并把画材带到了西方戰線，曾在法兰德斯的一處森林附近画了城镇与风景。1917年，丘吉尔重返政府，任军需大臣，他依然未停止绘画。
曾有数位职业画家给予过丘吉尔以指导和鼓励，其中就有他在伦敦的邻居约翰·拉弗里爵士。后来沃尔特·西克特、威廉·尼科尔森以及保罗·梅兹都曾帮助过丘吉尔。丘吉尔的画作《约翰·莱弗里爵士在画室的肖像》（Portrait of Sir John Lavery in his Studio）曾于1919年在伦敦的皇家肖像画家协会的年度展览上展出。

## 1920年代
1921年2月，丘吉尔擔任殖民地事務大臣。次月，他参与了巴黎一個画廊的展览，这是他首次参与公开画展，参展时用了化名查尔斯·莫林（Charles Morin）。他的几幅风景画在展览期间以每幅30英镑的价格售出。1921年，丘吉尔作为殖民地事务大臣参与1921年开罗会议，期间画过当地的金字塔。
1921年12月和1922年1月，丘吉尔曾为《斯特兰德杂志》两度撰文，讲述绘画带给他的享受，他因此获稿费1000英镑。在此后的年月里，这些文章曾再发行数次，而且刊登在多部出版物上。
1922年9月，丘吉尔的第五个也是最后一个孩子玛丽·邱吉尔降生，同月，他买下了肯特郡查特韦尔庄园，这里成了他此后的终生住宅。1930年代，丘吉尔在查特韦尔庄园建了个画室，亲自垒砖。这座庄园里的别墅及其花园成了丘吉尔的常用灵感来源。
不久后，丘吉尔做了个阑尾切除术，就在他于医院休养期间，保守党退出了大衛·勞合喬治的联合政府，從而觸發1922年英國大選，丘吉尔在大选后失去了自己的邓迪议会选区席位。他后来是这样描述当时那段日子的：“没了办公室，没了席位，没了政党，没了阑尾。”此后的6个月里，丘吉尔的绝大部分时间都是在法国戛纳附近的金梦别墅（Villa Rêve d'Or）度过的，在那里，他倾心于绘画与撰写一战回忆录《世界危机》。
1924年英國大選過後，丘吉尔代表埃平选区重新当选议员，他出任了財政大臣。閣員工作的增加在一定程度上缩减了丘吉尔投身业余爱好的时间，但他还是尽可能地继续绘画，比如1927年1月，他就在地中海地区放了个长假，順便游览了马耳他、那不勒斯、雅典、罗马。

## 20世纪40年代
丘吉尔自称自己在二战期间担任英国首相时只画过一幅画——《库图比亚清真寺的塔楼》，这是一幅描绘马拉喀什和阿特拉斯山脈的风景画作；1943年1月，卡薩布蘭卡會議期间，丘吉尔与美国总统罗斯福在当地远足游览，那幅画就是在泰勒別墅的阳台上画的。后来，丘吉尔把《库图比亚清真寺的塔楼》赠与罗斯福，作为二人共度时光的纪念。1950年，罗斯福之子埃利奥特·罗斯福将此画出售。2011年，演员安吉丽娜·朱莉私下里买下了《库图比亚清真寺的塔楼》，之后，2021年，此画在佳士得以七百万英镑的价格售出。
1947和1948年，丘吉尔用化名大卫·温特（David Winter）参加了两届皇家学院夏季展览会，其画作在两届展会上均入围成为参展作品。1948年，皇家艺术研究院将丘吉尔选为“特聘荣誉院士”（Honorary Academician Extraordinary）。他的著作《绘画消遣》（Painting As A Pastime）于1948年由奥德姆出版社发行，他以1921-1922年在《斯特兰德杂志》上刊载的文章为基础，写成了这本书，还将18张自己画作的彩色整页插图收录其中。

## 20世纪50年代及以后
1954年，为庆贺丘吉尔的80岁生日，艺术史学家、泰特美术馆馆长约翰·罗森斯坦爵士出版了一部散文集，算是专业人士对丘吉尔的绘画副业的评价。他曾记述过自己在1949年时探访丘吉尔在查特韦尔的画室的经历。在约翰·罗森斯坦看来，丘吉尔没有正式学画经历，在绘画方面存在局限，但也称赞他“选材巧妙，创作热情高涨。大自然的简练之美令他难抑绘画之乐”。
1958年，展览《画家丘吉尔》（Churchill, the Painter）在北美各博物馆巡回展出，亦曾于1959年初在皇家艺术研究院展出。有些美国画廊对丘吉尔的画不屑一顾：匹兹堡卡内基博物馆的助理馆长曾表示，“我知道丘吉尔还很擅长砌砖墙，但现在没人会展出砖头”； 芝加哥藝術博物館馆长曾说，“我们是有特定的专业标准的”。
1967年，英国艺术史学家大卫·库姆斯出版了丘吉尔的画作目录，题为“丘吉尔：他的画作”（Churchill: his paintings）。该书收录并详述了在当时已知的全部逾五百幅丘吉尔画作。

1998年初，蘇富比在伦敦展出了105幅丘吉尔画作，两周内吸引了12000观众到场。